# カスング県
カスング県（カスングけん、Kasungu）は、マラウイ中部州にある県であり、中心となる都市もカスングである。この県は7878km²の面積を有し、48万0659人の人口を有する。本稿ではカスング県について述べる。

## 概要
カスング県は、県の西側でザンビアとの国境を形成している。県内にはザンビアのルラングア国立公園へと通じる道として伝説的に有名な"でこぼこ道の100マイル"（100 miles of rough road）が存在し、このルートを利用する観光客は、この悪路に生きて耐えることができれば、南部アフリカで最も大きな国立公園の1つであるルラングア国立公園へたどり着く。
カスング県にはカオンバ（kaomba）、カルルマ（Kaluluma）、チュル（Chulu）、サンテ（Santhe）、シムレンバ（Simlemba）、Chisemphere、チンシクワ（Chinsikwa）、チロワマタンベ（Chilowamatambe）などの地域に何人もの伝統的指導者がいることでも知られる。

## 政治
なお、カスング県は長年、マラウイ会議党の支持が強い土地であったが、2009年の選挙ではこの地域でも大敗を喫した。マラウイ会議党は、県内の議席のうち大半を民主進歩党に、残りは数人の無所属に奪われ、結果的に全議席を失ったのであった。

## 出身者
また、この県はマラウイの初代大統領であるヘイスティングズ・カムズ・バンダの出身地でもあるほか、わずか14歳で自家発電用の風車を作ったことで著名な少年発明家のウィリアム・カムクワンバの出身地でもある。